# Васиев, Дилшод Саиджонович
Дилшод Саиджонович Васиев (тадж. Дилшод Саидҷонович Восиев; род. 12 февраля 1988, Душанбе) — таджикский футболист, полузащитник. Выступал за национальную сборную Таджикистана.

## Карьера
Дилшод Васиев начал свою профессиональную игровую карьеру в 2006 году в составе душанбинской команды «Хима». Когда Васиев играл в составе «Химы», футболистом интересовалась армянская «Мика», и вскоре в 2008 году он подписал контракт с ереванской командой и переехал в Армению.
В составе ереванской «Мики» Васиев играл в семнадцати матчах чемпионата Армении и забил два гола. Осенью 2008 года Васиев расторгнул контракт с армянской командой и вернулся в Таджикистан, где в последних турах чемпионата забил 4 гола в составе душанбинского «Энергетика».
В начале 2009 года его пригласил в свои ряды новообразовавшийся и поставивший высокие цели клуб из Душанбе — «Истиклол». Васиев подписал контракт с «Истиклолом» и начал выступать за новый клуб. Вскоре Васиев стал ведущим игроком «Истиклола» и позднее стал капитаном команды, он внес свой существенный вклад в усилении команды. С конца 2008 года до сегодняшнего времени Васиев играл в составе «Истиклола» в 80 матчах и забил 36 голов[уточнить]. Именно в составе «Истиклола» Дилшод Васиев стал лучшим бомбардиром чемпионата Таджикистана в 2012 году (24 гола). На следующий год он забил 13 голов, однако 3 из них были аннулированы (вместе с результатом матча против «Панджшера») и он уступил в споре бомбардиров иранцу Хусейни Сухроби. В 2014 году Васиев во второй раз в карьере выиграл спор бомбардиров чемпионата, забив 15 голов. Также Васиев в составе душанбинской команды стал чемпионом Таджикистана в 2010, 2011 и 2014 годах.

### В сборной
Уже в 2006 году на Васиева начали обращать внимание тренеры национальной сборной. Васиев также успел играть в составе молодёжной и олимпийской сборной Таджикистана. До сегодняшнего времени Васиев играл за национальную сборную в тридцати пяти матчах и забил шесть голов. Также Дилшод Васиев является капитаном и лучшим гвардейцем сборной Таджикистана.

## Достижения

### Командные
«Истиклол»
- Чемпион Таджикистана: 2010, 2011, 2014
- Обладатель Кубка Таджикистана: 2009, 2010, 2013
- Обладатель Суперкубка Таджикистана: 2010, 2011, 2012, 2014
- Обладатель Кубка Президента АФК: 2012
- Финалист Кубка Таджикистана: 2011, 2012
- Серебряный призёр Чемпионата Таджикистана: 2013
- Бронзовый призёр Чемпионата Таджикистана: 2012

Таджикистан
- Финалист Кубка вызова АФК: 2008
- Бронзовый призёр Кубка вызова АФК: 2010

### Личные
- Лучший бомбардир Чемпионата Таджикистана: 2012, 2014

## Родственные связи
Брат Фарход (род. 1990) — также футболист.